# 482 av. J.-C.
Cette page concerne l'année 482 av. J.-C. du calendrier julien proleptique.

## Événements
- 16 août : début à Rome du consulat de Q. Fabius Vibulanus II et C. Iulius Iullus.
- Août/septembre : révolte babylonienne contre la domination perse. Règnes de Bêl-shimanni (août) puis de Shamash-erîba (septembre), rois de Babylone. Le satrape Zophyrus est tué et Xerxès envoie son beau-frère Mégabyze pour mater la révolte. Les rebelles sont torturés et mis à mort. Selon Arrien, Ctésias et Strabon, Xerxès aurait fait détruire les temples de la ville, mais Hérodote, qui aurait visité la ville vingt ans plus tard, signale seulement que les Perses ont emporté la statue en or de Marduk[1].
  - Xerxès met fin au statut particulier de l'Égypte et de la Babylonie. La Babylonie est divisée en deux satrapies. La tolérance religieuse, qui avait été la marque laissée par Cyrus, est fortement battue en brèche. La révolte de Babylone est sévèrement réprimée, et des temples, dont celui de Marduk, sont rasés. On explique en général ce comportement par les convictions religieuses zoroastriennes de Xerxès.

- Guerres entre Rome et Véies (fin en 474 av. J.-C.)[2].
- En Chine, le prince de Wu Fu Chai se rend à Huangchi dans le Henan avec le gros de ses troupes où il participe à une réunion avec les princes des autres états pour obtenir l’hégémonie. Le roi de Yue lance une offensive surprise contre Wu et prend Suzhou, la capitale[3].

## Naissances
- Hérodote, historien grec à Halicarnasse (ou 484 av. J.-C.)